# Gäddtjärnen (Degerfors socken, Värmland)
Gäddtjärnen är en sjö i Degerfors kommun i Värmland och ingår i Norrströms huvudavrinningsområde.
Sjön ingår i naturreservatet Gällberget.